# 細網筆石
細網筆石（學名：Retiolites）是正筆石目下的一屬筆石，生存於志留紀的海洋中，是一種群居性浮游生物。

## 特徵
細網筆石的胞管背靠背排成兩列，形成一個單獨的筆石枝，枝從端部開始逐漸變寬。細網筆石的有機壁骨骼具有敞口網路的特點，使其漂浮在水中時重量更輕。

## 外部連結
- Retiolites in the Paleobiology Database